# Physalis nicandroides
Physalis nicandroides är en potatisväxtart som beskrevs av Diederich Franz Leonhard von Schlechtendal. Physalis nicandroides ingår i släktet lyktörter, och familjen potatisväxter. Inga underarter finns listade i Catalogue of Life.